# Mukarrib
A mukarrib (ódélarab írással: 𐩣𐩫𐩧𐩨: mkrb) egy cím, amelyet kétféleképpen, vagy „papkirályként” vagy „szövetségesként” határoztak meg; a mukarribok lehettek a korai dél-arábiai államok első uralkodói. Valamikor az i. e. 4. században a címet felváltotta a malik, amelyet általában „király”-nak fordítanak.

## Tudományos értelmezések
Stuart Munro-Hay szerint:
„A mukarrib valami olyasmit jelent, mint 'szövetséges', és Dél-Arábiában az az uralkodó vette fel, aki az első volt a szövetséges törzsek felett”. A mukarrib tehát a dél-arábiai szabái "királyok" ('mlk) által vezetett szövetség fejének tekinthető. Az i. e. 1. évezredben Dél-Arábiában általában egy mukarrib volt, de sok "király".
Joy McCorriston kissé más álláspontot képviselt:
Egyértelmű, hogy a korai (i.e. 800-400) politikai hatalom egyetlen vezetőnél volt – egy malik – nál, akit a törzsi vezetők tanácsának mukarribjaként neveztek ki. A mukarrib rendeleteket adott ki, amelyekkel végrehajtotta a tanács döntéseit, és elnökölt az építkezések, rituális vadászatok és áldozatok felett. A leghíresebb feliratok némelyike a mukarribok katonai hódításait örökíti meg, akik nyilvánvalóan elég sikeresek voltak abban, hogy a zarándoklatok rítusai révén (például Dzsabal al-Lavdhnál) szövetségbe tömörítsék a törzsi csoportokat, majd ezt a társadalmi összetartást katonai erők felállítására használják fel.

## Fordítás
- Ez a szócikk részben vagy egészben  a   Mukarrib című angol Wikipédia-szócikk ezen változatának fordításán alapul.  Az eredeti cikk szerkesztőit annak laptörténete sorolja fel. Ez a jelzés csupán a megfogalmazás eredetét és a szerzői jogokat jelzi, nem szolgál a cikkben szereplő információk forrásmegjelöléseként.